# Henry Chamberlain (1er baronnet)
Henry Chamberlain, 1er baronnet (1773 – 31 juillet 1829) est un diplomate britannique, consul général au Portugal et chargé d'affaires au Brésil. Il est créé baronnet le 22 février 1828.

## Biographie
Henry est un fils naturel d'Henry Fane, greffier de Trésor de Sa Majesté, un fils cadet de Thomas Fane (8e comte de Westmorland). Il est élevé avec le reste des enfants de Fane en tant que parent éloigné supposé, mais lorsque Chamberlain manifeste son intérêt pour l'une des filles de Fane (sa demi-sœur), il est informé de sa véritable filiation et envoyé au Portugal en 1834 pour devenir consul général, à bord du HMS Briton.
Le 1er janvier 1795, il épouse Elizabeth Harrod, d'Exeter, et en 1813, ils divorcent par une loi du Parlement. Ils ont : 
- Henry Chamberlain (2e baronnet) (2 octobre 1796 - 8 septembre 1843)
- William Augustus Chamberlain (1797-1806)
- Eliza Caroline Chamberlain (décédée le 11 décembre 1887), qui épouse le 2 décembre 1819 Charles Orlando Bridgeman (décédé le 13 avril 1860), deuxième fils d'Orlando Bridgeman (1er comte de Bradford).

Le 5 juin 1813, Henry Chamberlain épouse en secondes noces Anne Eugenia, fille de William Morgan. Ils ont : 
- Anne Beresford Chamberlain (née en 1815, Rio de Janeiro)
- Harriett Mary Chamberlain (née en 1816, Rio de Janeiro)
- William Charles Chamberlain (en) (21 avril 1818-1878), contre-amiral
- Neville Bowles Chamberlain (10 janvier 1820-1902), né à Rio de Janeiro, maréchal, armée britannique
- Crawford Chamberlain (1821–1902), général de l'Indian Staff Corps
- Thomas H. Chamberlain (13 septembre 1822), né à Rio de Janeiro
- Charles Francis Falcon Chamberlain (1826-1870), lieutenant-colonel de l'armée indienne